# Plom natiu
El plom natiu és un mineral de la classe dels elements natius, que pertany al grup del coure.

## Característiques
El plom natiu és l'ocurrència natural del plom, de fórmula química Pb. El plom natiu és poc freqüent, i normalment s'extreu de la galena, el mineral més comú que el conté. El plom natiu és dúctil i molt mal·leable. Cristal·litza en el sistema isomètric. Es troba en forma de masses arrodonides i plaques de fins a 60kg. També forma dendrites i filaments. La seva duresa a l'escala de Mohs és 1,5. Els romans l'anomenaven plumbum i l'utilitzaven per a les canonades de fontaneria. Avui dia, el seu ús principal és per a les bateries de plom i per a proteccions contra la radiació. També és un constituent dels aliatges de baix punt de fusió.
Segons la classificació de Nickel-Strunz el plom natiu pertany a «01.AA - Metalls i aliatges intermetàl·lics de la família coure-cupalita» juntament amb els següents minerals: alumini, coure, or, níquel, plata, steinhardtita, auricuprur, cuproaurur, tetraauricuprur, anyuiïta, khatirkita, novodneprita, cupalita, hunchunita, stolperita, hollisterita, icosaedrita, kriatxkoïta i proxidecagonita.
És un mineral hidrotermal. També se'n troba en placers, autigènic, i en substitució de les arrels de l'arbre.